# Euphorbia wildii
Euphorbia wildii es una especie de planta fanerógama de la familia de las euforbiáceas. Es endémica de Zimbabue.

## Descripción
Es una planta suculenta desarmada con porte arbustivo, que eventualmente puede llegar a ser arborescente, alcanzando un tamaño de 3 m de altura; con raíz carnosa, ocasionalmente tuberosa; tronco cilíndrico  de  7,5(-10) cm de diámetro.

## Ecología
Se encuentra estrictamente en suelos de serpentina; laderas de piedra de las colinas en los herbazales de las sabana junto con Aloe ortholopha, Euphorbia memoralis, Aloe cryptopoda, Euphorbia griseola, Euphorbia schinzii, Crassula argyrophylla; a una altitud de 1480-1700 metros.

## Taxonomía
Euphorbia wildii fue descrita por Leslie Charles Leach y publicado en Kirkia 10: 293. 1975.
Etimología
Ver: Euphorbia
wildii: epíteto otorgado en honor del botánico inglés Hiram Wild (1917 - 1982), quien emigró a Zimbabue y fue director del Herbario Nacional Harare.